# Eleição para o Senado federal pelo Nebraska em 2012
A eleição para o senado do estado americano de Nebraska em 2012 foi realizada no dia 6 de novembro de 2012, juntamente com a eleição presidencial, e eleições para o Senado dos Estados Unidos em outros estados, como as eleições para a Câmara dos Representantes e as eleições locais. O atual senador democrata Ben Nelson decidiu se aposentar em vez de concorrer para um terceiro mandato.
O ex-senador dos Estados Unidos Bob Kerrey, um democrata, e a senadora estadual Deb Fischer, uma republicana, venceram as primárias dos seus partidos em 15 de maio de 2012, e se enfrentaram na eleição geral de novembro. Deb Fischer derrotou o ex-senador Bob Kerrey com 58% dos votos.

## Antecedentes
O atual senador e ex-governador Ben Nelson foi reeleito com 64% dos votos em 2006.
Nelson, que terá 71 anos em 2012, não vai concorrer à reeleição.

## Primária democrata

### Candidatos

#### Declarados
- Bob Kerrey, ex-senador e ex-governador de Nebraska[3]
- Steven Lustgarten, empresário[4]
- Larry Marvin, candidato perene[5]
- Sherman Yates[5]

#### Desistências
- Chuck Hassebrook, regente da Universidade de Nebraska[6]

- Chris Beutler, prefeito de Lincoln[7]
- Jane Kleeb, fundadora e diretora da BOLD Nebraska[8]
- Scott Kleeb, empresário; candidato democrata ao terceiro distrito congressional em 2006 e candidato ao senado em 2008[8]
- Steve Lathrop, senador estadual[9]
- Ben Nelson, atual senador[10]
- Kim Robak, ex-vice governador[11]

### Resultados
|  | Democrata | Bob Kerrey        | 66.586 | 81,0% |
|  | Democrata | Chuck Hassebrook  | 9.886  | 12,0% |
|  | Democrata | Steven Lustgarten | 2.177  | 2,6%  |
|  | Democrata | Larry Marvin      | 2.076  | 2,5%  |
|  | Democrata | Sherman Yates     | 1.500  | 1,9%  |

## Primária republicana

### Candidatos

#### Declarados
- Jon Bruning, procurador geral do estado[13]
- Sharyn Elander, Real Red Daisies, Administrator[5]
- Deb Fischer, senador estadual[14]
- Pat Flynn, consultor financeiro[15]
- Don Stenberg, tesoureiro estadual e ex-procurador[16]
- Spencer Zimmerman, motorista de caminhão e veterano da Força Aérea[5][17]

#### Desistências
- Bob Bennie, empresário[18]
- Rex Fisher, empresário[18]
- Mike Flood, presidente da Câmara estadual de representantes[19]
- Jeff Fortenberry, representante dos Estados Unidos[20]
- Dave Heineman, governador de Nebraska[21]
- Kay Orr, ex-governador de Nebraska[22]
- Mike Simmonds, empresário[23]
- Adrian Smith, representante dos Estados Unidos[24]
- Lee Terry, representante dos Estados Unidos[25]

### Pesquisas
| Fonte                 | Data(s)                             | Amostra | Margem de erro | Jon Bruning | Sharyn Elander | Deb Fischer | Pat Flynn | Don Stenberg | Spencer Zimmerman | Outros/ Indecididos |
| --------------------- | ----------------------------------- | ------- | -------------- | ----------- | -------------- | ----------- | --------- | ------------ | ----------------- | ------------------- |
| Public Policy Polling | 14 de maio de 2012                  | 272     | ± 5,9%         | 33%         | 1%             | 37%         | 2%        | 17%          | 1%                | 7%                  |
| We Ask America        | 13 de maio de 2012                  | 1.109   | ± 2.95%        | 34%         | 4%             | 39%         | 3%        | 18%          | 2%                | –                   |
| We Ask America        | 6 de maio de 2012                   | 1.173   | ± 2,9%         | 42.2%       | 3.4%           | 25.9%       | 4%        | 22.5%        | 2%                | –                   |
| Public Policy Polling | 22-25 de março de 2012              | 440     | ± 4,7%         | 46%         | 3%             | 12%         | 4%        | 18%          | 0%                | 18%                 |
| Public Policy Polling | 30 de setembro-2 de outubro de 2011 | 400     | ± 4,9%         | 37%         | –              | 14%         | 6%        | 16%          | –                 | 27%                 |
| Public Policy Polling | 26-27 de janeiro de 2011            | 519     | ± 4,3%         | 47%         | –              | 6%          | 7%        | 19%          | –                 | 20%                 |

### Resultados
|  | Republicano | Deb Fischer       | 79.441 | 41,0% |
|  | Republicano | Jon Bruning       | 70.067 | 35,9% |
|  | Republicano | Don Stenberg      | 36.727 | 18,8% |
|  | Republicano | Pat Flynn         | 5.413  | 2,8%  |
|  | Republicano | Spencer Zimmerman | 1.601  | 0,8%  |
|  | Republicano | Sharyn Elander    | 1.294  | 0,7%  |

## Eleição geral

### Candidatos
- Russell Anderson (I), veterano da USAF e assistente administrativo executivo
- Deb Fischer, senador estadual
- Bob Kerrey, ex-senador e ex-governador do Nebraska

### Polling
| Fonte                 | Data(s)                | Amostra | Margem de erro | Bob Kerrey (D) | Deb Fischer (R) | Outros | Indecididos |
| --------------------- | ---------------------- | ------- | -------------- | -------------- | --------------- | ------ | ----------- |
| Rasmussen Reports     | 16 de maio de 2012     | 500     | ± 4,5%         | 38%            | 56%             | 2%     | 3%          |
| Public Policy Polling | 22-25 de março de 2012 | 1.028   | ± 3,1%         | 38%            | 48%             | –      | 14%         |
| Rasmussen Reports     | 5 de março de 2012     | 500     | ± 4,5%         | 34%            | 46%             | 10%    | 10%         |

### Resultados
|  | Democrata   | Deb Fischer | 449.290 | 58,21% |
|  | Republicano | Bob Kerrey  | 323.753 | 41,79% |
|  | Total:      | Total:      | 763.249 | 100%   |